# Lutherstadt Eisleben

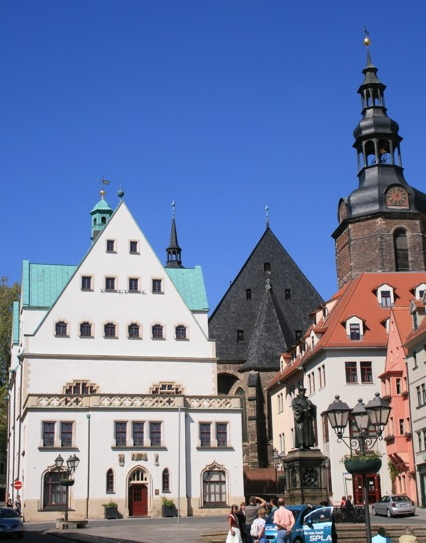
Radnice a Andreaskirche v Eislebenu

Lutherstadt Eisleben je druhé největší město v zemském okrese Mansfeld-Jižní Harz, v jižní části německé spolkové země Sasko-Anhaltsko. K 31. prosinci 2009 zde žilo 25 703 obyvatel. Město je známé jako rodiště a místo úmrtí Martina Luthera. Na jeho počest proto od roku 1946 nese původní město Eisleben přídomek „Lutherstadt“. Od roku 1996 jsou památná místa související s Lutherem společně s obdobnými stavbami v Lutherstadt Wittenbergu chráněna v rámci světového dědictví UNESCO v rámci položky „Lutherovy památníky v Eislebenu a Wittenbergu“.

## Partnerská města
- Raismes (okres Valenciennes, Francie), od roku 1962
- Herne (Severní Porýní-Vestfálsko, Německo), od roku 1990
- Memmingen (Bavorsko, Německo), od roku 1990
- Weinheim (Bádensko-Württembersko, Německo), od roku 1990